# Alice Garoute
Pour les articles homonymes, voir Garoute.
Alice Garoute (24 avril 1874 - 30 octobre 1950) était une suffragette haïtienne et une défenseure des droits des femmes en Haïti, y compris ceux des femmes rurales. Sur son lit de mort en 1950, Alice Garoute demande que des fleurs soient déposées sur sa tombe le jour où les femmes haïtiennes pourront enfin voter. Elle a peut-être assisté à la première réunion de la Commission interaméricaine des femmes (IACW) à La Havane en février 1930. L'IACW était chargée d'enquêter sur le statut juridique des femmes en Amérique latine et est considérée comme la première organisation gouvernementale au monde qui ait été fondée dans l’unique but de défendre la cause des femmes.

## Biographie
Alice Thézan est née en 1874 au Cap-Haïtien, dans la partie nord d'Haïti. Ses parents faisaient partie de la rébellion contre le président Lysius Salomon et à ce titre, la famille fut exilée à Kingston, en Jamaïque. À l'adolescence, lorsque la famille est revenue en Haïti, elle s'est mariée brièvement et a eu deux enfants qui sont morts. On sait peu de choses sur son premier mari, comme sur la façon dont elle a rencontré son second mari, si ce n'est que Thézan[Qui ?] vivait à Port-au-Prince, et que l'avocat Auguste Garoute originaire de la ville de Jérémie était veuf depuis peu et avait de jeunes enfants à sa charge. Le couple s'est marié à la fin du xixe siècle.
Au cours de la première décennie du xxe siècle, Alice Garoute et Thérèse Hudicourt, épouse de l'avocat Pierre Hudicourt, intellectuelle et marxiste, forment un club de lecture de bibliothèque pour un groupe d'élite de femmes instruites. Elles lisent des livres en anglais et en français, y compris des romans et des essais politiques. Elles discutent ensuite de sujets allant du féminisme au marxisme, ce qui les conduisent à une prise de conscience croissante du manque de droits civiques des femmes dans la société haïtienne. 
Cette prise de conscience accroit lors de l'occupation militaire américaine, qui débute en 1915. En 1920, les multiples agressions sexuelles sur les femmes haïtiennes permettent à ses femmes de serrer les rangs et d'ignorer les divisions sociales afin de se protéger. Alice Garoute,Thérèse Hudicourt, Eugéne Malbranche-Sylvain et d'autres femmes de l'élite sociale fondent l'Union patriotique afin d'envoyer une délégation à Washington, DC pour exiger que l'armée américaine soit contrôlée. Lorsqu'elles eurent finalement collecté suffisamment de fonds pour envoyer une délégation en 1921, le président Harding et le Congrès ne leur répondent pas, mais des réunions avec W.E.B. Du Bois et la NAACP aboutissent à l'envoi d'une « mission d'enquête » et au développement de liens avec des femmes noires des États-Unis impliquées dans des clubs et dans l'activisme social. Ces femmes américaines considéraient l'émancipation comme un moyen de mettre fin à leur propre exploitation sexuelle et reconnaissent que la violence sexuelle était un problème international.

## Ligue féminine d'action sociale
Dans ce contexte d'opposition continue des femmes à l'occupation militaire américaine d'Haïti (1915-1934), Alice Garoute fut parmi les fondatrices en 1934 de la Ligue féminine d'action sociale, et sa présidente à partir de 1941. Elle contribue notamment à l'édition du journal La Voix des femmes, créé par la Ligue en 1935. Elle a prononcé plusieurs discours passionnés et bien documentés à l'Assemblée nationale pour la pleine égalité des femmes, argumentant en utilisant les différentes conventions signées par Haïti en faveur des droits des femmes.
Outre Alice Garoute, les membres de la Ligue comprend : Madeleine Sylvain, Fernande Bellegarde, Thérèse Hudicourt, Alice Téligny Mathon, Marie-Thérèse Colimon et Marie-Thérèse Poitevien dont plusieurs étaient des enseignantes de haute extraction sociale. La Ligue est interdite par le gouvernement deux mois après sa fondation. Les objectifs de la ligue sont soutenus par la gauche politique et comprennent : l'augmentation du  nombre d'écoles pour les filles, l'égalité des femmes dans le droit de la famille, un salaire égal pour un travail égal, le droit de vote pour les femmes, des syndicats libres et un ministère du Travail avec un bureau des femmes. La Ligue a été rétablie lorsqu'elle accepte que le gouvernement étudie ses propositions au lieu d'exiger leur mise en œuvre immédiate. La ligue est reconnue dans son rôle lors de l'obtention du droit de vote pour les femmes, en 1957.

## Le Premier Congrès des femmes haïtiennes
Le Premier Congrès des femmes haïtiennes est organisé par la Ligue du 10 au 14 avril 1950 sous l'œil attentif de sa présidente d'honneur, la Première Dame Lucienne Heurtelou Estimé. Alice Garoute a offert une allocution particulièrement passionnée sur l'état de l'éducation des femmes haïtiennes au cours de laquelle elle soutient que celles qui avaient été scolarisées depuis 1940 dans les trois écoles privées qui les avaient accueillies avaient fait aussi bien que les hommes. Elle a également déploré que les femmes en Haïti soient encore traitées aussi mal que pendant le Code Noir de Napoléon : "comme les enfants et les malades mentaux". Lors de la cérémonie de clôture du Congrès, Alice Garoute et d'autres femmes notables déposent une liste officielle de leurs revendications.

## Publication
- Congrès national des femmes haïtiennes : le Féminisme en marche (1951)